# Sălașuri, Mureș
Sălașuri este un sat în comuna Vețca din județul Mureș, Transilvania, România.

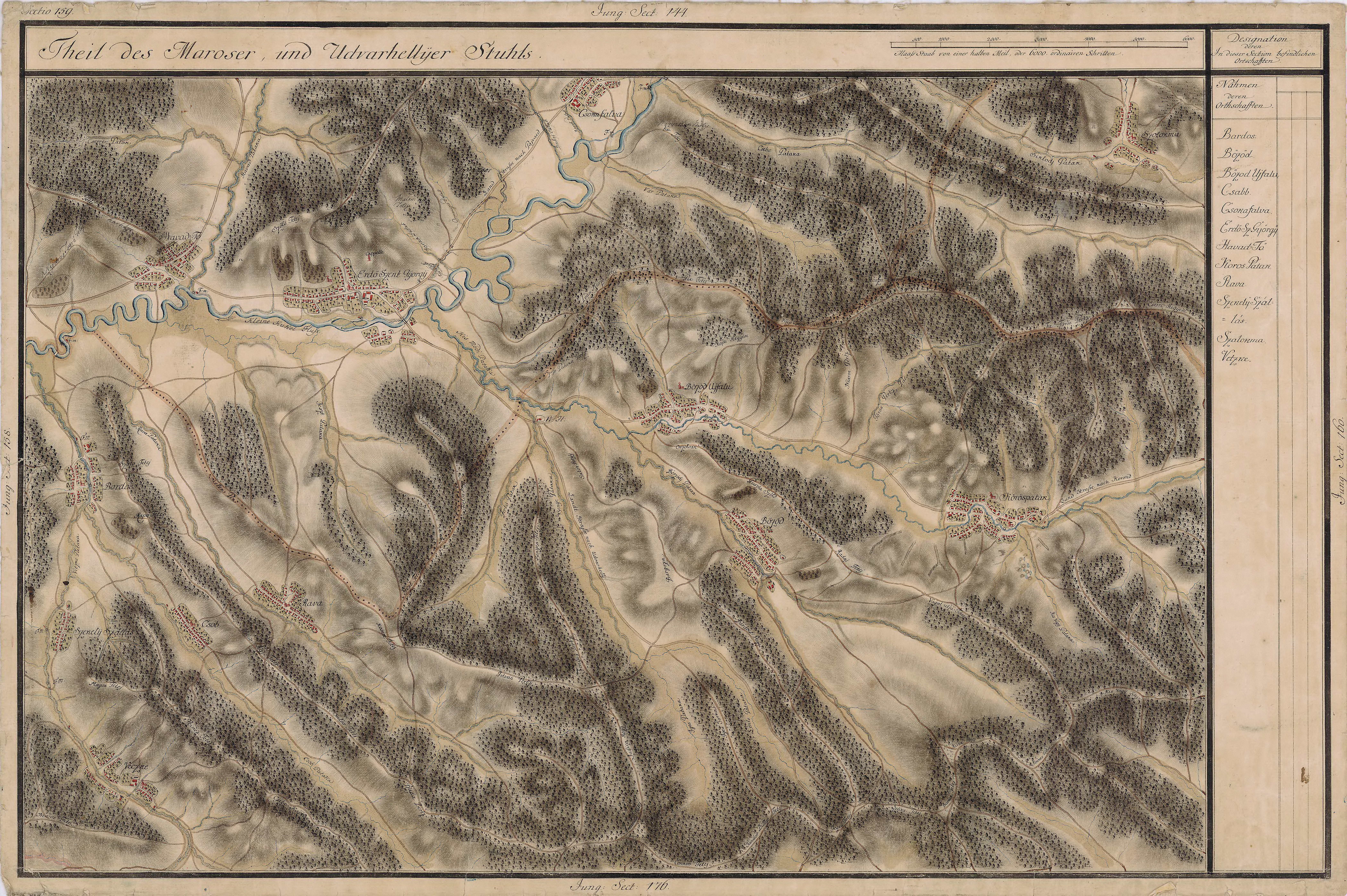
Sălașuri pe Harta Iosefină a Transilvaniei, 1769-73

## Istoric
Conform Repertoriului Arheologic Național al Ministerului Culturii, în punctul Teglasdülo (Cărămidărie; Panta de cărămidă), pe terasa de lângă pârâul lui Szolgo Peter s-a descoperit o așezare de cultură geto-dacică din perioada La Tène (cod LMI MS-I-m-B-15414.02) și o altă așezare din epoca migrațiilor (sec. VII - VIII d.Hr.) de cultură neprecizată încă (cod LMI MS-I-m-B-15414.01). Situl arheologic a fost cercetat de către Z. Székely între anii 1959-1961.

## Imagini

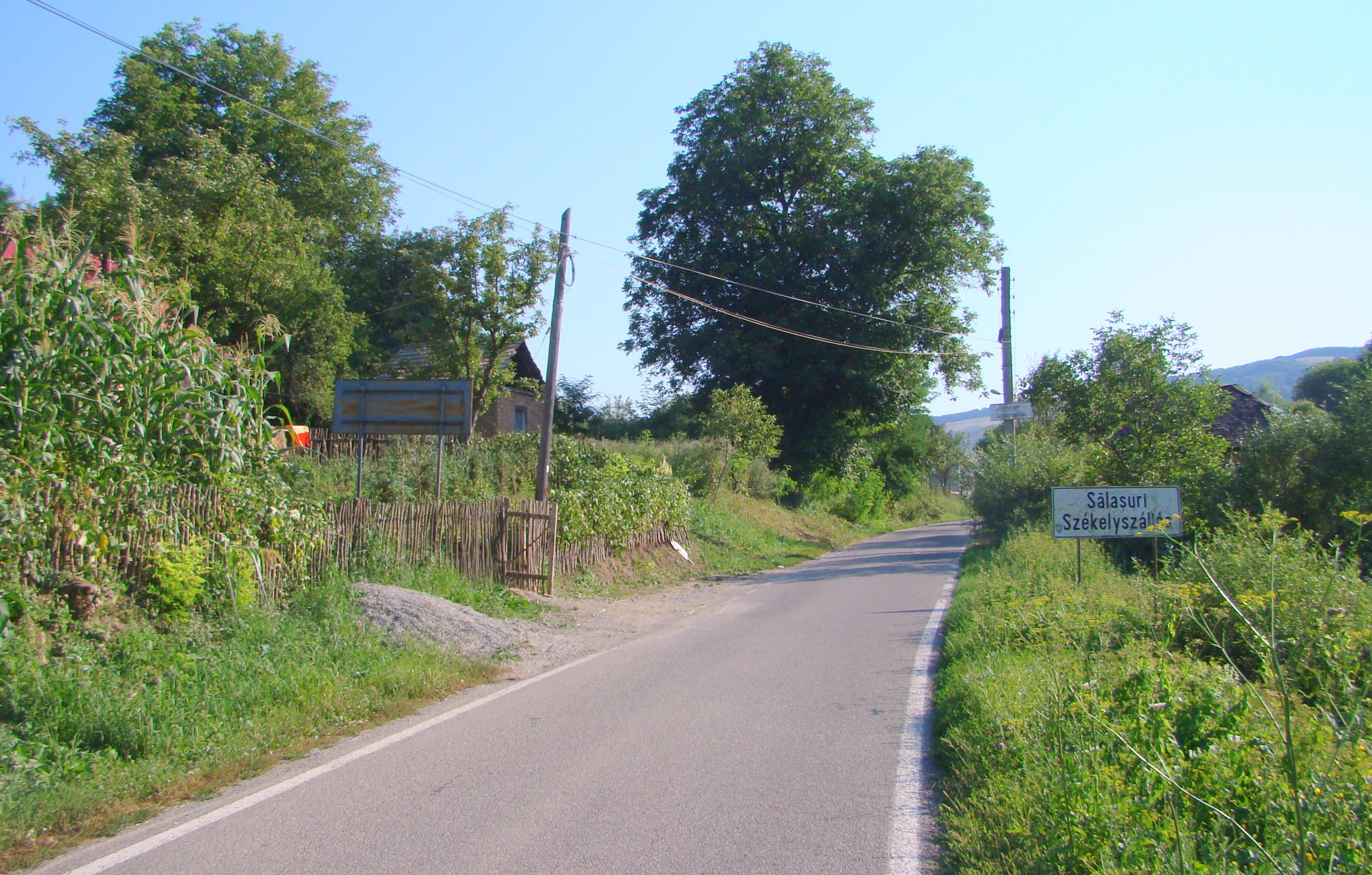
Intrarea în localitate
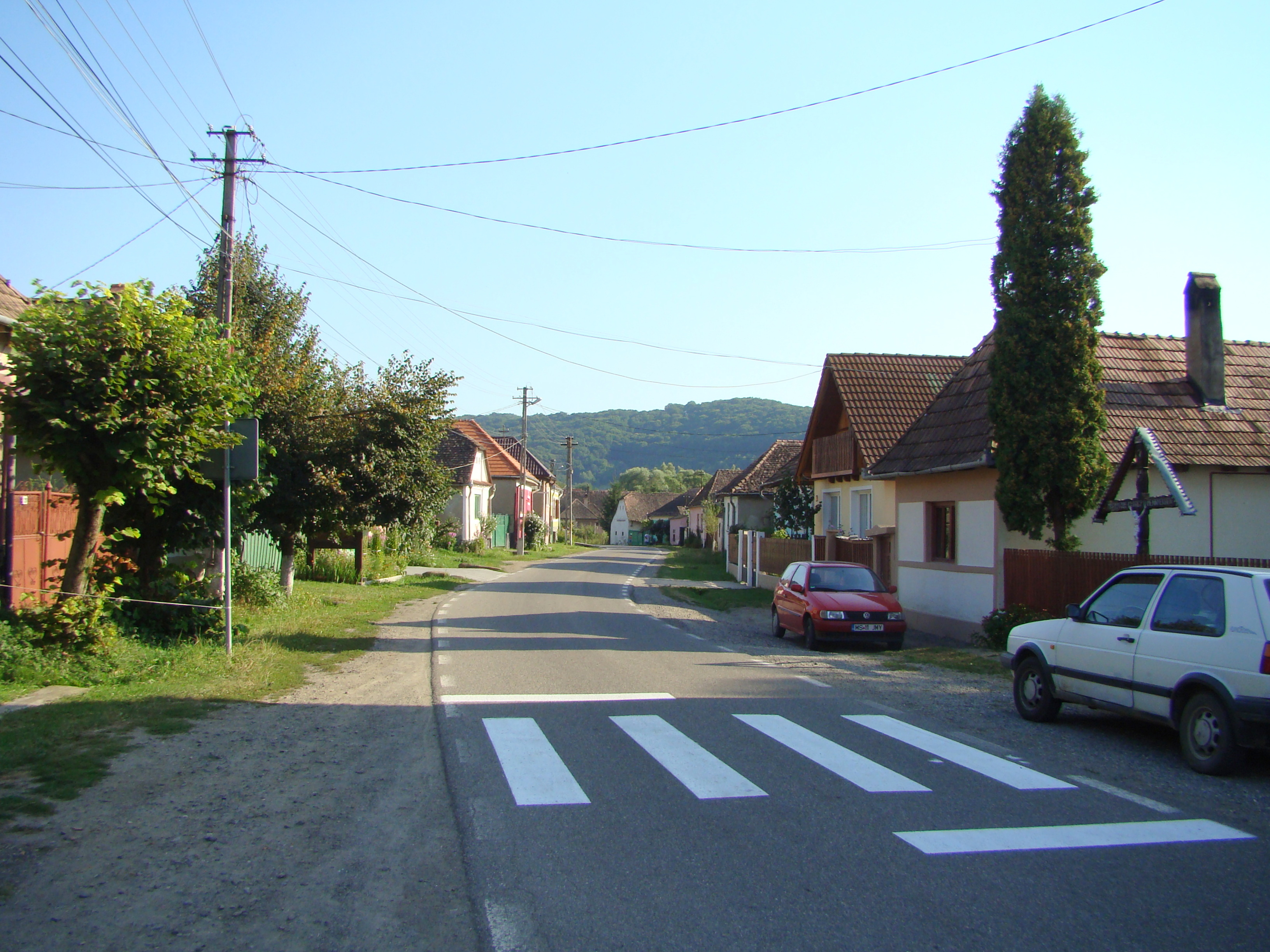
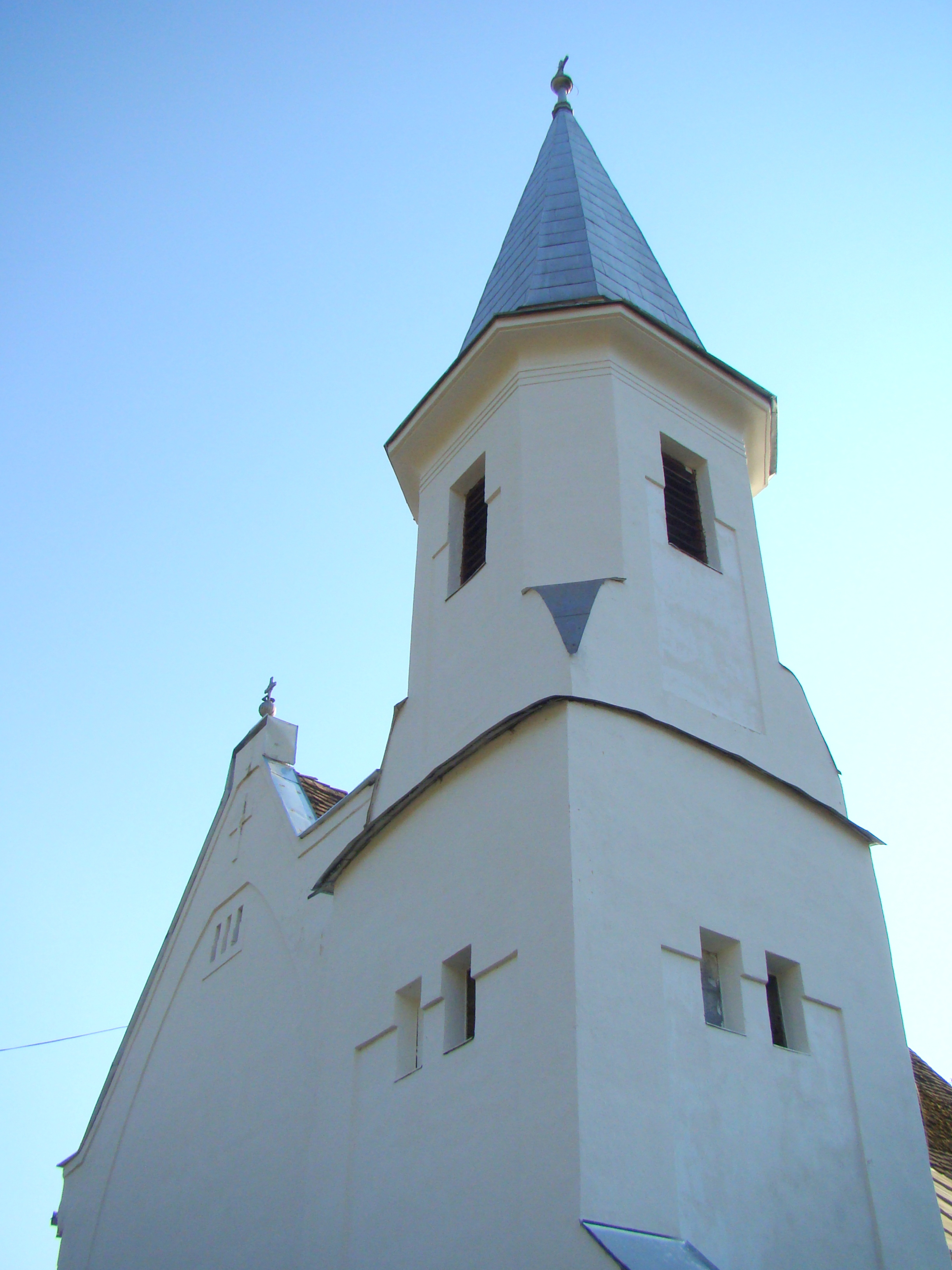
Turnul bisericii romano-catolice
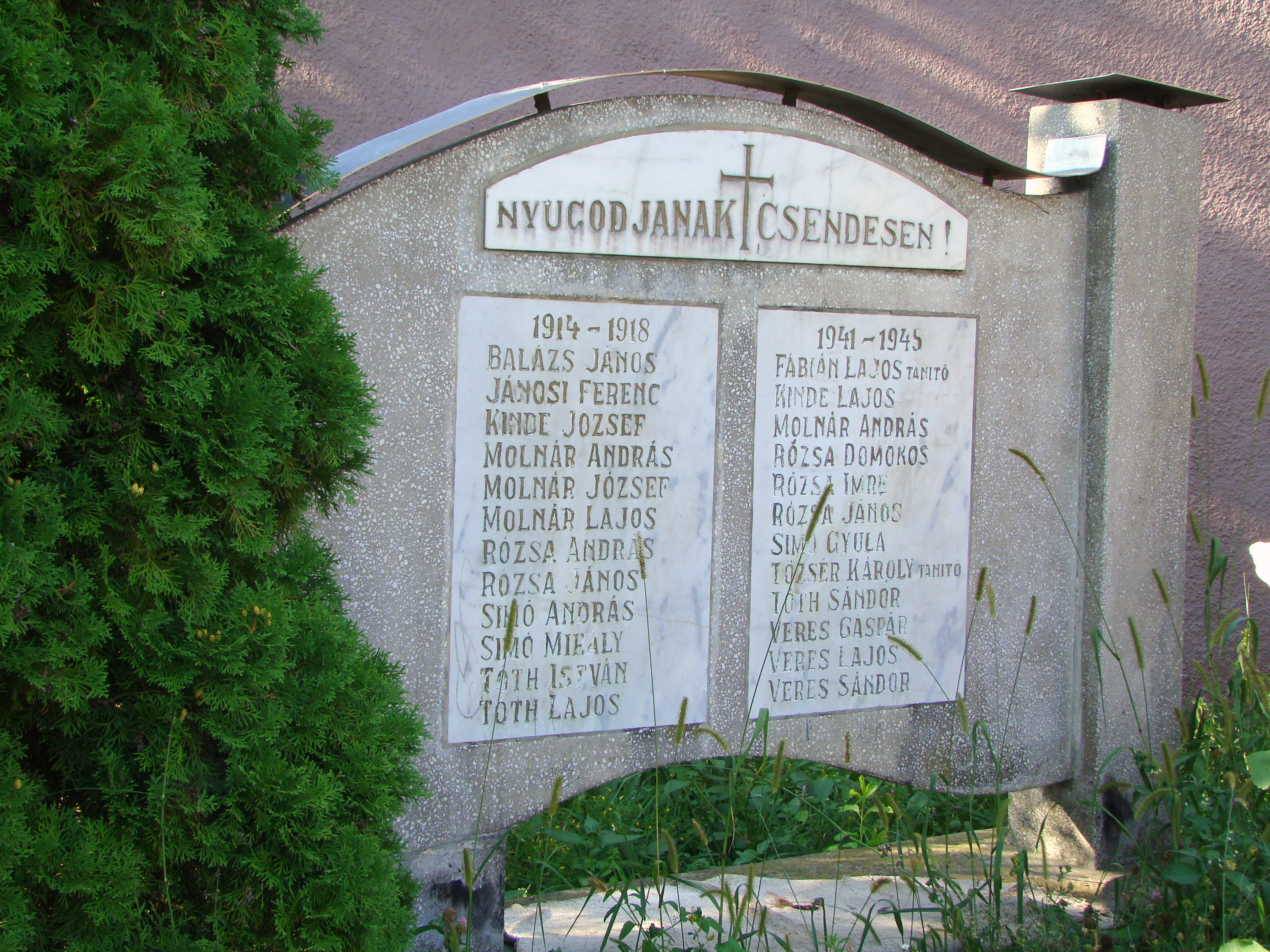
Monumentul eroilor

1. ↑  http://ran.cimec.ro/sel.asp?descript=salasuri-vetca-mures-situl-arheologic-de-la-salasuri-teglasdulo-cod-sit-ran-120209.01
2. ↑  DMASI, Proiectul Listei Monumentelor Istorice, 1991 [Proiect LMI] (sursa fișei de sit)
3. ↑  Lista Monumentelor Istorice, MO nr. 646 bis/16/07/2004, Ordinul ministrului culturii și cultelor nr. 2.314/2004, vol. II, București, 2004, 1742, 177 [Ordin MCC] (sursa fișei de sit)
4. ↑  Lazăr, Valeriu, Repertoriul arheologic al județului Mureș, Casa de Editură "Mureș", Târgu Mureș, 1995, 277-278 [Repertoriu] (sursa fișei de sit)
5. ↑  http://ran.cimec.ro/sel.asp?descript=salasuri-vetca-mures-situl-arheologic-de-la-salasuri-teglasdulo-cod-sit-ran-120209.01